# Charles Petter
Charles Gabriel Petter, né Carl Gabriel Petter (Berne, 26 mars 1880 – Montreux, 7 juillet 1953), est un ingénieur franco-suisse.

## Biographie
Né à Berne, il est le fils de Carl Petter et d'Elise Margaritha Rapaz. Charles Petter étudie à Berne. Ingénieur diplômé de l'École polytechnique fédérale de Zurich, il est lieutenant dans l'infanterie de l'armée suisse. Il est devenu employé de Krupp à Essen. Pendant la Première Guerre mondiale, il sert dans la Légion étrangère au grade de capitaine. Il obtient la nationalité française par naturalisation le 12 juin 1916. Après cela, il est directeur de la branche française de la société belge Armes automatiques Lewis et consultant de la Société alsacienne de constructions mécaniques à Cholet. En 1935, il conçoit le pistolet automatique modèle 1935A.
Chevalier de la Légion d’honneur depuis 1917, il est nommé officier de l’ordre le 19 mai 1936.
Son brevet français 782.914 (CH 185.452, États-Unis 2.139.203) est acquis en 1937 par la Schweizerische Industrie Gesellschaft et utilisé pour le pistolet Sig P210. Le système de Browning-Petter ou Browning-Petter-SIG de culasse est nommé d'après John Moses Browning et Charles Petter.
Charles Petter est marié deux fois, depuis 1909 avec Louise Marguerite Charavet Paule et depuis 1926 avec Xenia Schegloff avec qui il a eu deux filles, Elisabeth et Hélène.

## Décorations
Officier de la Légion d'honneur (décret du 19 mai 1936)
 Croix de guerre 1914–1918, palme de bronze (deux citations à l'ordre de l'armée)